# فيليب أ. كون
فيليب أ. كون (بالإنجليزية: Philip Alden Kuhn)‏ هو مؤرخ أمريكي، ولد في 9 سبتمبر 1933 في لندن في المملكة المتحدة، وتوفي في 11 فبراير 2016.